# Marco Imperiale
Marco Imperiale (sinh ngày 1 tháng 5 năm 1999) là một cầu thủ bóng đá người Ý hiện đang thi đấu ở vị trí hậu vệ cho câu lạc bộ Carrarese tại Serie C bảng B.

## Sự nghiệp thi đấu
Anh ta có lần ra mắt Serie C cho Catanzaro vào ngày 20 tháng 11 năm 2016 trong trận đấu gặp Foggia.
Ngày 9 tháng 8 năm 2019, anh ta gia nhập Piacenza theo dạng cho mượn.
Ngày 29 tháng 8 năm 2020, anh ta chuyển đến Carrarese theo dạng cho mượn.
Ngày 16 tháng 7 năm 2021, anh ta quay trở lại Carrarese bằng bản hợp đồng kéo dài 3 năm.